# Marino D'Aloisio
Marino D'Aloisio (Lanciano, 28 settembre 1969) è un allenatore di calcio ed ex calciatore italiano, di ruolo difensore.

## Carriera
Esordisce con il Modena nella stagione di Serie B 1986-1987. Nel 1988 viene ceduto al Sorso in Serie C2. La stagione successiva milita ancora in Serie C2 ma con la maglia della Sarzanese. Dopo una stagione in Serie B sempre con il Modena ritorna in Serie C2 con il Fano. Nel 1994 viene ceduto al Ravenna in Serie C1 dove ottiene subito una promozione giocando poi tre campionati in Serie B. Nel 1998 viene acquistato dalla Reggiana in Serie B dove dopo dodici partite viene girato al Padova in Serie C1. Tornato con i granata questa volta in Serie C1 passa a giocare con la Ternana in Serie B. Gioca poi due stagioni con lo Spezia in Serie C1 e altre due stagioni con il Fano in Serie C2. Gioca in Serie D con la Pergolese dove chiude la carriera da professionista.
Ha giocato 150 partite in Serie B segnando 14 gol.
Dalla stagione calcistica 2015-2016 è allenatore nel settore giovanile del Modena.

## Palmarès

### Club

#### Competizioni nazionali
- Campionato italiano Serie C1: 1

Ravenna: 1995-1996